# Antigua Catedral de San José (Oklahoma City)
La Catedral de San José o alternativamente Antigua Catedral de San José (en inglés: St. Joseph Old Cathedral) es una iglesia parroquial católica histórica de la Arquidiócesis de Oklahoma City, Oklahoma, Estados Unidos. Era el asiento de la diócesis de Oklahoma City entre 1905 y 1931, y fue incluida en el registro nacional de lugares históricos en 1978. El edificio de la iglesia fue seriamente dañado por el ataque terrorista de Oklahoma City en 1995.

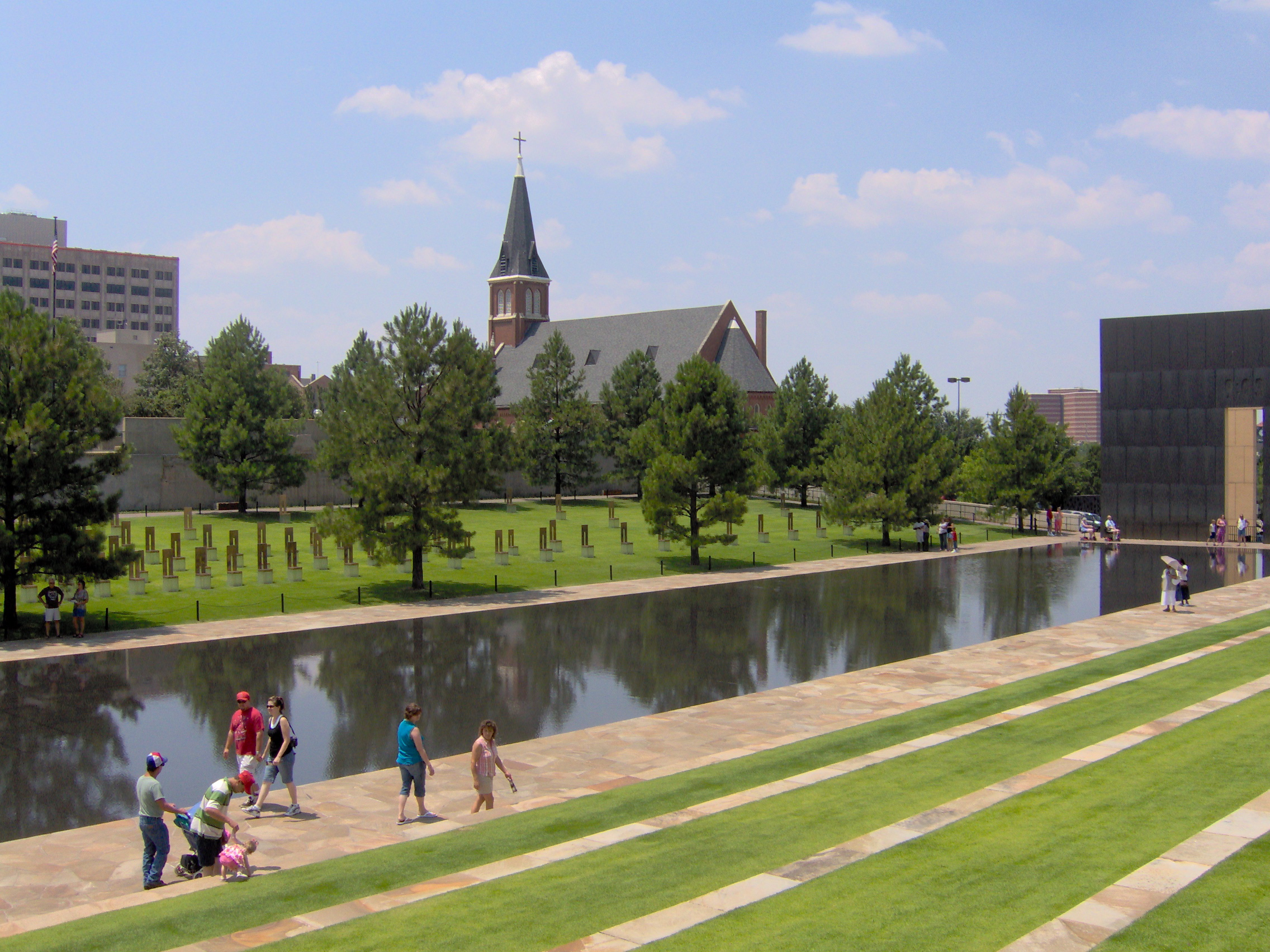
La catedral vista desde el Oklahoma City National Memorial

Fue dedicado por el Obispo Teófilo Meerschaert del Vicariato Apostólico del Territorio Indio el 18 de diciembre de 1904. La iglesia fue construida de ladrillo Coffeyville en el estilo gótico del renacimienta. Cuenta con una torre central con una torre que está flanqueada por dos torres más cortas que se juntan en la parte superior.
El año después de que la iglesia fue dedicada el papa Pío X estableció la Diócesis de Oklahoma City el 23 de agosto de 1905.  San José se convirtió en la primera catedral en Oklahoma.  Sirvió a la diócesis como catedral hasta 1931, cuando el Papa Pío XI nombró a la Iglesia de Nuestra Señora del Perpetuo Socorro como la catedral diocesana.